# Каркросс
Каркросс (англ. Carcross) — громада на території Юкон, Канада, на березі озера Беннетт.
Сучасна назва громади є скороченням від її історичної назви Карібу-Кроссінг (англ. Caribou Crossing).

## Клімат
| Клімат Каркросс                                                 | Клімат Каркросс | Клімат Каркросс | Клімат Каркросс | Клімат Каркросс | Клімат Каркросс | Клімат Каркросс | Клімат Каркросс | Клімат Каркросс | Клімат Каркросс | Клімат Каркросс | Клімат Каркросс | Клімат Каркросс | Клімат Каркросс |
| Показник                                                        | Січ.            | Лют.            | Бер.            | Квіт.           | Трав.           | Черв.           | Лип.            | Серп.           | Вер.            | Жовт.           | Лист.           | Груд.           | Рік             |
| Абсолютний максимум, °C                                         | 8,9             | 18,9            | 13,5            | 21,0            | 28,0            | 31,7            | 32,5            | 31,7            | 26,7            | 20,0            | 13,3            | 14,0            | 32,5            |
| Середній максимум, °C                                           | −13,2           | −7,8            | −0,6            | 7,3             |                 |                 | 21,7            | 20,6            | 13,5            | 5,6             | −3,7            | −7,3            | 3,6             |
| Середня температура, °C                                         | −18,2           | −13,9           | −7,8            | −0,7            |                 |                 | 14,2            | 13,0            | 7,9             | 1,1             | −7,7            | −11,6           | −2,4            |
| Середній мінімум, °C                                            | −22,7           | −20             | −14,8           | −8,4            |                 |                 | 6,7             | 5,1             | 2,3             | −3,4            | −11,4           | −15,7           | −8,2            |
| Абсолютний мінімум, °C                                          | −51,2           | −48,3           | −42,2           | −32,8           | −12,5           | −6,7            | −3,3            | −11,7           | −18             | −30             | −40             | −55             | −55             |
| Норма опадів, мм                                                | 28.6            | 23.4            | 9.6             | 5.5             | 14.9            | 28.5            | 29.9            | 28.1            | 32.9            | 27.0            | 28.9            | 22.5            | 279.8           |
| Днів з опадами                                                  | 7,5             | 6,0             | 3,5             | 2,1             | 4,7             | 6,4             | 8,1             | 7,4             | 9,0             | 7,9             | 7,3             | 6,5             | 76,3            |
| Днів з дощем                                                    | 0,2             | 0,0             | 0,1             | 0,6             | 4,8             | 6,4             | 8,1             | 7,4             | 8,5             | 5,0             | 0,4             | 0,1             | 41,7            |
| Днів зі снігом                                                  | 7,3             | 6,0             | 3,4             | 1,5             | 0,1             | 0,0             | 0,0             | 0,0             | 0,7             | 3,5             | 7,1             | 6,5             | 35,9            |
| --------------------------------------------------------------- | --------------- | --------------- | --------------- | --------------- | --------------- | --------------- | --------------- | --------------- | --------------- | --------------- | --------------- | --------------- | --------------- |
| Джерело: 1981-2010 Міністерство навколишнього середовища Канади |                 |                 |                 |                 |                 |                 |                 |                 |                 |                 |                 |                 |                 |

## Галерея

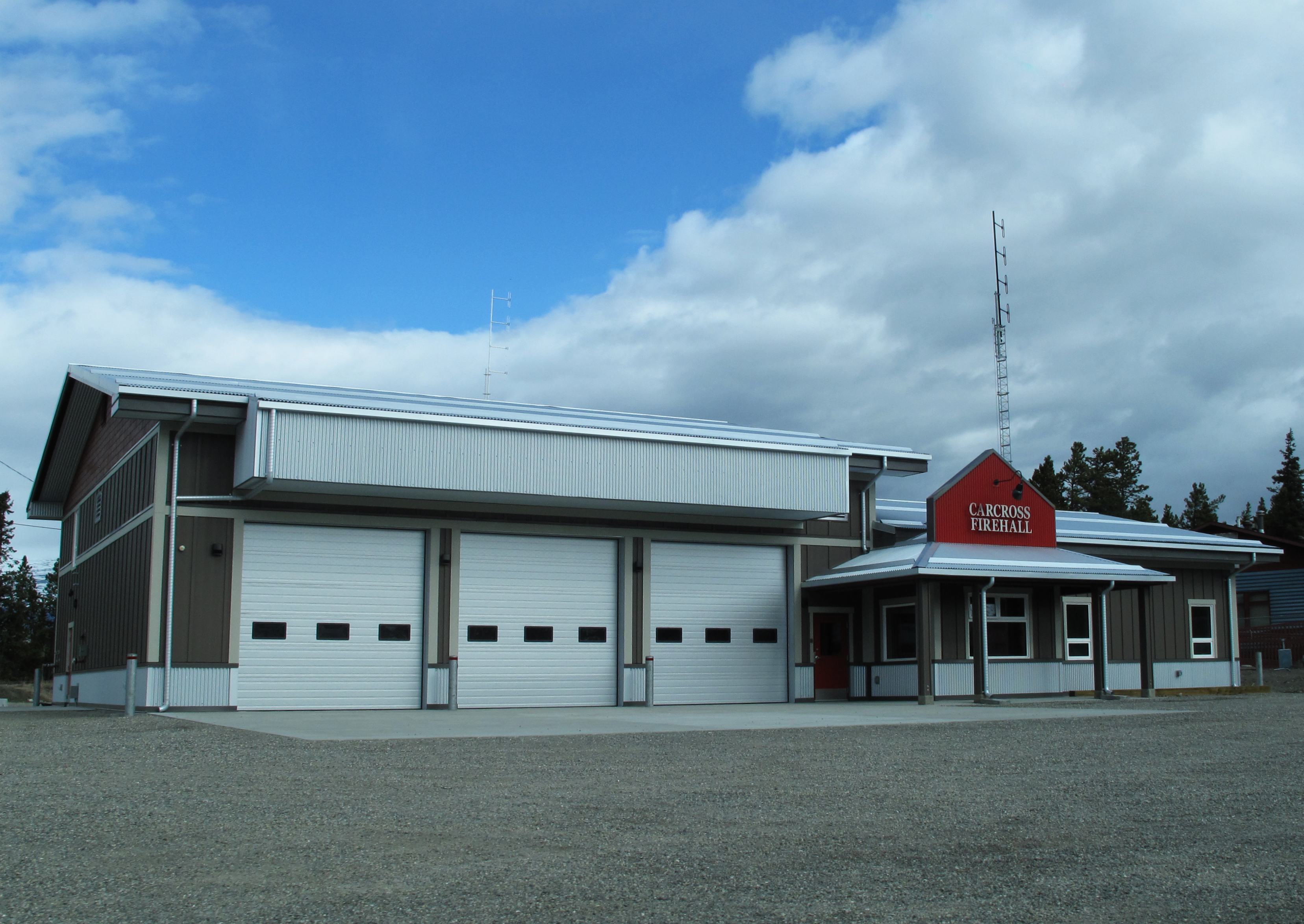
Пожежна станція
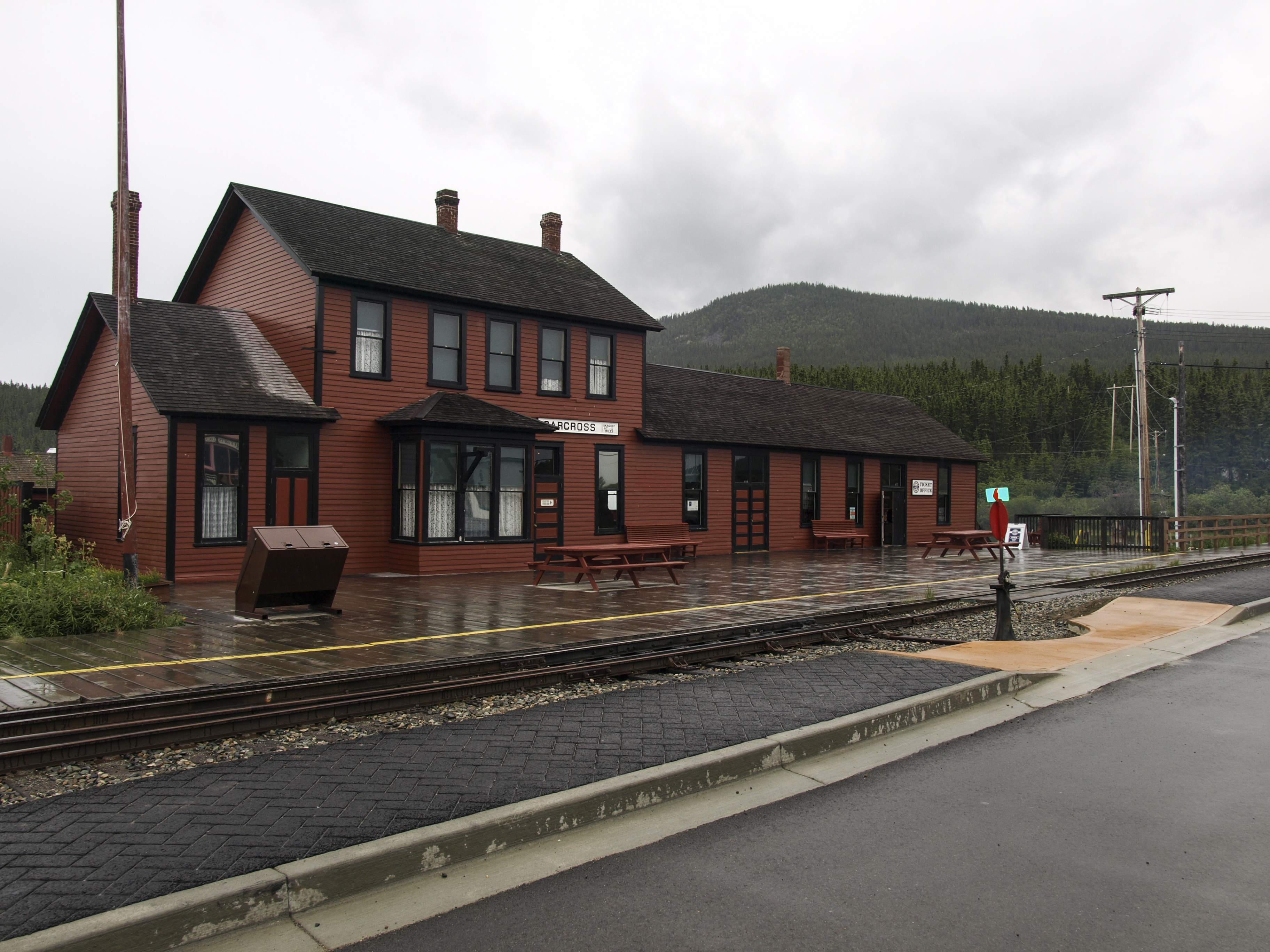
Залізничний вокзал
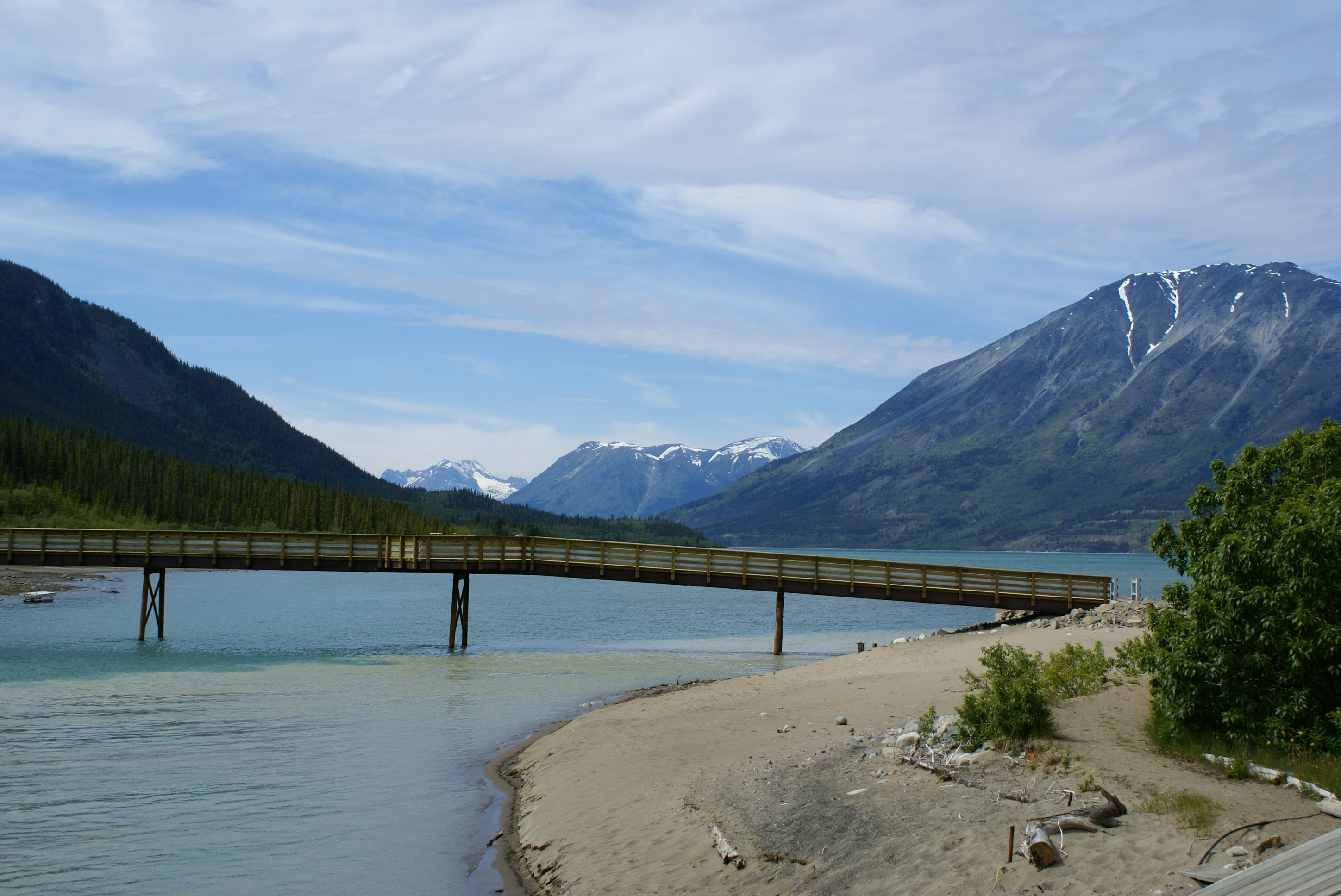
Озеро Беннетт у Каркроссі